# Zoran Buntić
Zoran Buntić (Čitluk, 1953. - 5. ožujka 2010.), hrvatski odvjetnik i visoki dužnosnik iz Čitluka. Hrvatski dragovoljac, organizator otpor i prvi zapovjednik bojne Brotnjo, bivši ministar pravosuđa u Vladi Herceg-Bosne.

## Životopis
Rodio se 1953. u Čitluku. U Ljubuškom polazio gimnaziju. U Zagrebu diplomirao na Pravnom fakultetu 1978. godine.
Bio u Hrvatskom proljeću, u skupini koja je od 1974. do 1978. godine sudski proganjana. Progoni studenata nastavili su se i poslije sječe Hrvatske i trajali su i sredinom 70-ih godina 20. stoljeća. Bio je skupini koja je pjevala nacionalne pjesme i organizirala Uskrsni turnir u malom nogometu, koji su zbog sustavu nedopustiva kršćanskog imena nazvali HEDAL (Hercegovina-Dalmacija-Lika). U skupini su uz Buntića bili još neke poslije poznate osobe iz političkog života Hrvatske i BiH Ćiro Grubišić i Milan Kovač iz Posušja, zatim Gojko Matković i Mijo Jelić iz Rame, Boro Brzica iz Gruda, Gojko Mandić iz Ljubuškog i dr.
Pravnik u tri poduzeća u Čitluku od 1978. do 1986. godine. Odvjetnik u svom uredu od 1989. do 1992. godine. Član Hrvatske demokratske stranke od 1990. do travnja 1992. godine. Ljeta 1991. skupština općine Čitluka izabrala ga je u općinski Krizni stožer. Od ožujka do svibnja 1992. bio je zamjenikom zapovjednika bojne HVO u Čitluku. 15. svibnja 1992. od njega su zatražili da bude predstojnik odjela za pravosuđe u novostvorenom civilnom HVO-što je prihvatio. Dužnost je obnašao cijelo vrijeme postojanja HZ HB, do osnivanja HR HB 28. kolovoza 1993. godine. Bio je član komisije HVO za imenovanja. Od prosinca 1993. bio je predsjednik Sudbenog vijeća u HR HB.
Od svibnja 1992. do kolovoza 1993. bio predstojnik Odjela za pravosuđe u „civilnom HVO-u“. Od konca lipnja 1992. godine do kraja rata u BiH bio je predstojnikom Odjela pravosuđa i opće samouprave Hrvatske zajednice Herceg-Bosne, poslije Hrvatske Republike Herceg-Bosne. Poslije na Haaškom tribunalu bio je svjedok obrane bivšem predsjedniku HDZ BiH i jednom od viših dužnosnika Herceg Bosne Dariju Kordiću i bivšem predsjedniku herceg-bosanske vlade Jadranka Prlića. Istakao na suđenju da su sva tijela HZ HB djelovala u pravnim okvirima tadašnje Republike Bosne i Hercegovine i da nije dirala u postojeći pravosudni sustav BiH. Uvjerljivo pobio nebulozne izjave Cirila Ribičića na Haaškom tribunalu.
Na suđenju je koncizno i sustavno prikazao razvitak političke situacije u BiH 1991. i 1992. godine. Predočio je Tribunalu tadašnji pravni kaos u BiH. Objasnio je da je pravni kaos nastao zato što Ustav nije predvidio da jedna od sastavnica općenarodne obrane JNA može biti agresor, te zato što nije proglašen agresor u vrijeme kad je rat u BiH već počeo. Iskazao je ustavne i zakonskih normi na kojima je utemeljena HZ HB. Pridonio je razumijevanju vlasti u Sarajevu i u HZ HB. Četvrta bitna karakteristika njegova svjedočenja na sudu primjer je kako se argumentirano odgovara na postavljeno pitanje na sudu i pokazao da Stjepan Mesić nije sposoban argumentirano odgovoriti na postavljeno pitanje. Analiza ustavnih i zakonskih propisa na kojima se temeljilo osnivanje Hrvatske zajednice Herceg-Bosne radi samoorganiziranja hrvatskog naroda u BiH od velikosrpske agresije, detaljno je izveo na Tribunalu da bi se ustanovila pravna osnova tezi da uređivanje, pripremanje, organiziranje i rukovođenje općenarodnim otporom, na svom teritoriju, od strane općina, nije bilo ni protuustavna ni protuzakonita djelatnost općina već naprotiv ustavna kategorija i savim legalno, ne samo pravo, već i dužnost svake općine posebne te da ni oružane postrojbe koje su osnivale općine nisu bile ni paradržavne ni nelegalne, već na nepovredivom i neotuđivom pravu i dužnost da štite i brane slobodu, nezavisnost, suverenitet i teritorijalnu cjelokupnost BiH, tj. na ustavu i zakonu utemeljene postrojbe, bez obzira kako se one zvale (Hrvatsko vijeće obrane, Muslimanska patriotska liga) i bez obzira kako se zovu njihova zapovjedništva (Krizni stožeri, HVO, Štabovi, TO, Vijeće nacionalne obrane muslimanskog naroda i sl.) te da ni udruživanje općina u zajednicu općina radi zajedničke i efikasnije obrane svog područja nije protuzakonita kategorija, takvu zakonsku osnovu udruživanja općina predviđa Ustav BiH u svom članku 275. kao i amandman na Ustav BiH XLIII od 21.04.1989.godine, te članak 63. stavak 1. Zakona o općenarodnoj obrani. 
Bio je odvjetnik mostarskog Aluminija 2000-ih.
Poslije rata bio na popisu nepodobnih odvjetnika koji je sastavio Ured visokog predstavnika u Sarajevu. OHR je želio je usporedno s najavljenom reformom pravosuđa, provesti i "reformu odvjetnika", pa su se na popisu našli uz Buntića i prvi čovjek Odvjetničke komore Federacije BiH Josip Muselimović, sarajevski odvjetnik Faruk Balijagić, Fahrija Karkin, Gavrilo Gunjak i dr. Bilo je odvjetnika koji su branili optužene u slučaju Leutar. Odluka o suspenziji zbog navodnog kršenja kodeksa stavljena je ad acta nakon oštre reakcije iz Vijeća Europe, kad su napomenuli da je takav čin zabrane kršenje temeljnog ljudskog prava na rad. Pretpostavlja se da su u pozadini cijelog slučaja bili neki nedobronamjerni kojima je smetalo što su, pored ostalog, odvjetnik Žarko Bulić i Josip Muselimović izveli uspješnu obranu u slučajevima vezanim uz Edhema Bičakčića i Dragana Čovića.

## Vanjske poveznice
- Yumpu Fond za humanitarno pravo: MKSJ